# NGC 503
NGC 503 (другие обозначения — MCG 5-4-40, ZWG 502.65, NPM1G +33.0045, PGC 5086) — галактика в созвездии Рыбы.
Описывается Дрейером как «чрезвычайно слабый и маленький объект».
Принадлежит к группе галактик NGC 507. NGC 503 описывается как очень тусклая, очень маленькая и круглая. Помимо NGC 507, в группу также входят NGC 494, NGC 495, NGC 496, NGC 498, NGC 501, NGC 504, и NGC 508.
Этот объект входит в число перечисленных в оригинальной редакции «Нового общего каталога».